# Verbascum camberiense
Verbascum camberiense är en flenörtsväxtart som beskrevs av Georges Rouy. Verbascum camberiense ingår i släktet kungsljus, och familjen flenörtsväxter. Inga underarter finns listade i Catalogue of Life.